# Bataille de Eltham's Landing
Guerre de Sécession
Batailles
Campagne de la Péninsule
- Hampton Roads
- Yorktown
- Williamsburg
- Eltham's Landing
- Drewry's Bluff
- Hanover Court House
- Seven Pines
- Sept Jours
  - Oak Grove
  - Beaver Dam Creek
  - Gaines's Mill
  - Garnett's & Golding's Farm
  - Savage's Station
  - White Oak Swamp
  - Glendale
  - Malvern Hill

La bataille de Eltham's Landing, aussi appelée bataille de Barhamsville, ou de West Point, s'est déroulée le 7 mai 1862, dans le comté de New Kent, Virginie, lors de la campagne de la Péninsule durant la guerre de Sécession. La division de l'Union du brigadier général William B. Franklin débarque à Eltham's Landing et est attaquée par deux brigades du brigadier général confédéré G. W. Smith, en réaction à la menace sur les trains de ravitaillement de l'armée confédérée sur la route de Barhamsville. Le mouvement de Franklin se produit au moment où l'armée confédérée retraite de la ligne de Williamsburg, mais il n'est pas en mesure d'interférer sur le mouvement confédéré.

## Contexte

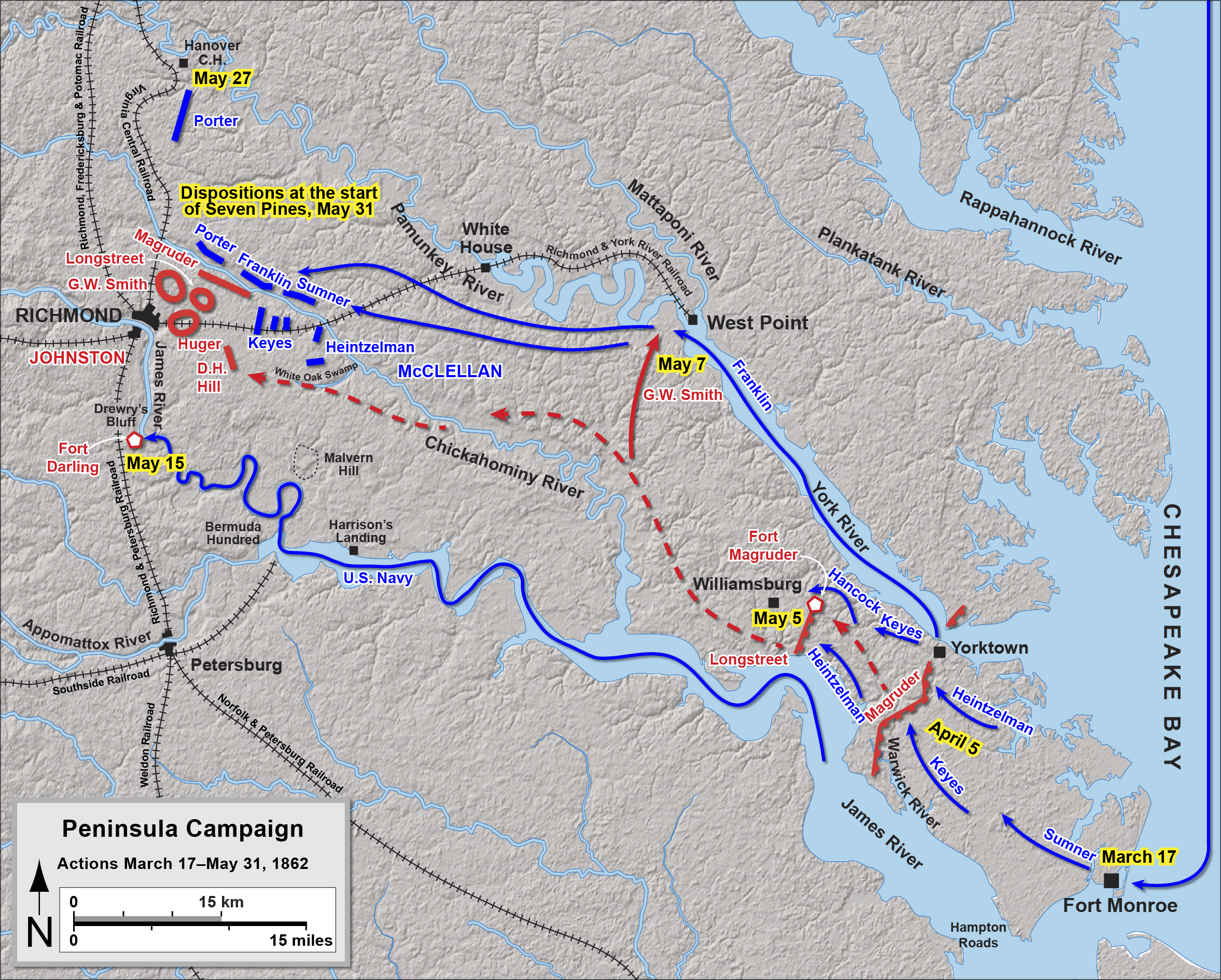
Campagne de la Péninsule, carte des événements jusqu'à la bataille de Seven Pines.

Lorsque le général confédéré Joseph E. Johnston retire ses forces de manière inattendue de la ligne Warwick après la bataille de Yorktown dans la nuit du 3 mai 1862, le major général de l'Union George B. McClellan est surpris et n'est pas préparé pour se lancer à sa poursuite immédiatement. Le 4 mai 1862, il ordonne au commandant de la cavalerie, le brigadier général George Stoneman de poursuivre l'arrière garde de Johnston et envoie pratiquement la moitié de l'armée du Potomac suivre Stoneman, sous le commandement du brigadier général Edwin V. Sumner. Ces troupes participent à la bataille indécise de Williamsburg  le 5 mai 1862, après laquelle les confédérés poursuivent leur mouvement vers le nord ouest en direction de Richmond.
McClellan ordonne aussi à la division du brigadier général William B. Franklin d'embarquer sur des navires de transport sur la York River pour tenter de débarquer et couper la retraite de Johnston. Il faut deux jours uniquement pour embarquer les hommes et l'équipement dans les bateaux, en conséquence Franklin ne peut être d'aucune utilité lors de la bataille de Williamsburg. Mais McClellan met de grands espoirs dans ce mouvement tournant, planifiant d'envoyer ensuite d'autres divisions (celles des brigadiers généraux Fitz John Porter, John Sedgwick, et Israel B. Richardson) par la rivière. Leur destination est Eltham's Landing sur la rive sud de la rivière Pamunkey en face de West Point, un port de la York River, qui est le terminus de la Richmond and York River Railroad. À partir du point de débarquement, on est à 8 kilomètres (5 miles) au sud de la petite ville de Barhamsville, où une intersection clé sur la route de New Kent Court House est utilisé par l'armée de Johnston l'après-midi du 6 mai 1862.
Les hommes de Franklin débarquent à partir de bateaux pontons légers et un quai flottant de 120 mètres de long (400 pieds) est construit à partir de pontons, de bateaux fluviaux, et de bois de construction, permettant ainsi à l'artillerie et au ravitaillement d'être déchargé. Le travail se poursuit à la lumière des torches pendant la nuit et la seule résistance ennemie sont des tirs sporadiques par des piquets confédérés à partir d'un promontoire au-dessus du débarcadère vers 22 heures.

## La bataille
Johnston ordonne au major général G. W. Smith de protéger la route de Barhamsville et Smith assigne cette tâche à la division du brigadier général William H. C. Whiting et la Hampton's Legion, sous le commandement du colonel Wade Hampton. Le 7 mai 1862, Franklin poste la brigade du brigadier général John Newton dans les bois sur chaque rive de la route du débarcadère, soutenue à l'arrière par des parties de deux autres brigades (celles des brigadiers généraux Henry W. Slocum et Philip Kearny). La ligne de contact de Newton est repoussée avec l'avance de la brigade du Texas du brigadier général John Bell Hood, avec Hampton à sa droite. Hood est préoccupé par des victimes d'un tir fratricide dans les bois épais, aussi il ordonne à ses hommes d'avancer avec des armes non chargées. Rencontrant une ligne de piquet de l'Union à, Hood écrit « un caporal ennemi à 15 pas de là leva son fusil sur moi alors que j'étais au devant de ma ligne ». Heureusement pour Hood, le soldat John Deal du 4th Texas Infantry a désobéi aux ordres et porte un fusil chargé ; il réussit à abattre le caporal de l'Union avant que celui-ci ne puisse tirer.
Alors qu'une deuxième brigade suit Hood sur sa gauche, les troupes de l'Union retraitent de la forêt vers la plaine devant le débarcadère, recherchant la couverture des tirs des canonnières fédérales. Whinting utilise des tirs d'artillerie contre les canonnières, mais ses canons ont une portée insuffisante, et se retire donc vers 14 heures. Les troupes de l'Union reviennent dans les bois après le départ des confédérés, mais ne fait pas de tentative pour avancer plus en avant.

## Conséquences
La bataille de Eltham's Landing est un peu plus qu'un grosse escarmouche. Il y a eu 194 pertes dans les rangs de l'Union et 48 dans ceux de la Confédération. Franklin dit à McClellan, « je suis satisfait d'avoir maintenu nos positions ». Bien que l'action soit indécise, Franklin rate l'occasion d'intercepter la retraite confédérée de Williamsburg, permettant son passage sans être inquiété.
Johnston est satisfait de l'issue. Considérant le succès de ses hommes à apprécier l'exécution de son ordre d'« évaluer l'ennemi en douceur et de se retirer », il demande avec humour au général Hood « qu'est-ce que vos Texans auraient fait, sir, si je leur avais ordonné de charger et de repousser l'ennemi ? » Hood répond, « je suppose, général, qu'ils les auraient jetés dans la rivière, aurait tenté de nager et de capturer les canonnières ».